# Брухштедт
Брухштедт (нім. Bruchstedt) — громада в Німеччині, розташована в землі Тюрингія. Входить до складу району Унструт-Гайніх. Складова частина об'єднання громад Бад-Теннштедт.
Площа — 6,79 км2. Населення становить 291 ос. (станом на 31 грудня 2021).